# Trochosa joshidana
Trochosa joshidana är en spindelart som först beskrevs av Kishida 1909.  Trochosa joshidana ingår i släktet Trochosa och familjen vargspindlar. Inga underarter finns listade i Catalogue of Life.